# Jean Fanchette
 (mai 2023).
Jean Fanchette, né le 6 mai 1932 à Rose-Hill (Maurice) et mort le 29 mars 1992 à Paris 16e, est un poète, éditeur, neuro-psychiatre et psychanalyste français d'origine mauricienne.

## Biographie
À dix-neuf ans, doté de la bourse d’Angleterre, il obtient une dérogation exceptionnelle pour suivre des études de médecine à Paris (où il vécut jusqu’à la fin de sa vie). Parallèlement, il publie des poèmes qui lui vaudront les prix Paul Valéry en 1956 et Fénéon en 1958.
Il fonde, au cours de cette période, une revue bilingue, Two Cities, avec Anaïs Nin qui le décrira dans son journal comme « un jeune Mauricien beau et sombre (…) en équilibre entre la terre et la poésie ». Sous la direction de Jean Fanchette, la revue publie d’avril 1959 à juillet 1964 les textes d’écrivains majeurs de langues française et anglaise, dont Henry Miller, Yves Bonnefoy, William Burroughs, André Pieyre de Mandiargues, Loys Masson, William Golding, Lawrence Durrell, etc.
Devenu neuro-psychiatre et psychanalyste, Jean Fanchette, publie en 1971 un essai, Psychodrame et théâtre moderne, qui obtient en 1972 le prix des Mascareignes. En 1976, son roman Alpha du Centaure se voit attribuer par l’Académie française le Prix de la langue française.
Maintenant jusqu’à la fin son lien avec la poésie, il relance en 1977 les éditions Two Cities pour publier ses recueils Je m’appelle sommeil, puis La visitation de l’oiseau pluvier. Il accueille d’autres poètes, telles Fanny Ventadour ou Claude Kosmann, avant de s’ouvrir dès 1984 à d’autres genres littéraires. Parmi ces ouvrages : Frère (Danièle Saint-Bois), Letters to Jean Fanchette (Lawrence Durrell) ou L’Humour dans l’œuvre de Freud (collectif de la Société psychanalytique de Paris dont il est membre).
Il meurt le 29 mars 1992 à Paris.